# Улица Сергея Эйзенштейна (Москва)
Улица Сергея Эйзенштейна (в 1958—1968 — 4-й Сельскохозяйственный проезд) — улица на севере Москвы, разделяет Останкинский район и район Ростокино Северо-Восточного административного округа; проходит от проспекта Мира до улицы Вильгельма Пика. На улице находится киностудия имени Горького.

## История
Переименована в 1968 году в честь Сергея Эйзенштейна (1898—1948) — кинорежиссёра, основоположника советской кинематографии, который многие годы преподавал во ВГИКе, расположенном на соседней улице Вильгельма Пика. Ранее (1958—1968) — Четвёртый Сельскохозяйственный проезд (название было дано по параллельной Сельскохозяйственной улице).

## Расположение
Улица Эйзенштейна проходит с юго-востока на северо-запад от проспекта Мира, пересекает слева Продольный проезд, затем справа 1-й и 2-й Сельскохозяйственные проезды, поворачивает на север, продолжаясь как улица Вильгельма Пика.

## Достопримечательности
В северо-западном конце улицы располагается киностудия имени Горького.

## Примечательные здания и сооружения
- № 6 — жилой дом. Здесь жили кинорежиссёры Илья Фрэз[2], Игорь Шатров[3], актёр и художник Пётр Галаджев[4]. В здании размещается фонд детского кино имени Александра Роу.
- № 8 — Центральная киностудия детских и юношеских фильмов им. М. Горького.

## Транспорт
На Т-образном пересечении улицы и 1-го Сельскохозяйственного проезда располагается трамвайное депо имени Баумана и электродепо «Ростокино», обслуживавшее монорельс.
По улице проходят электробус 154, автобус 428 (на участке от улицы Вильгельма Пика до станции монорельса «Улица Сергея Эйзенштейна»).